# Mitología del Ecuador

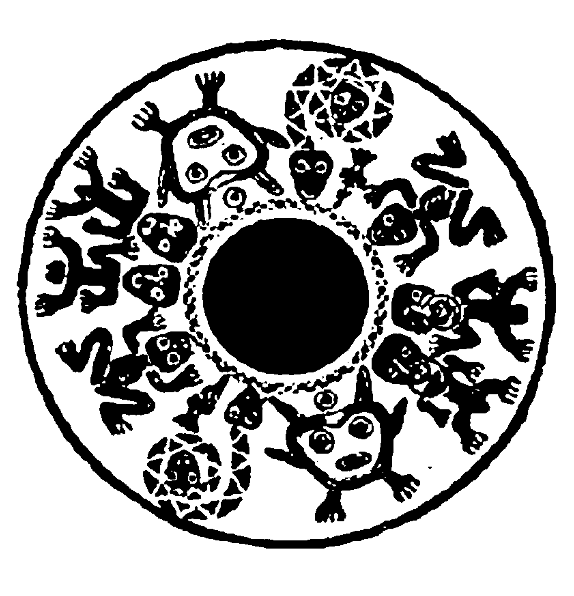
Representación plana de los símbolos en el exterior de una Cocina de Brujo de los Chonos que simboliza una Poza de Catequil

La mitología de Ecuador son el conjunto de historias míticas que se desarrollaron en este país durante la época preincáica con sus sucesivos sincretismos posteriores ya sea entre los distintos señoríos étnicos de Ecuador, así como los que resultaron producto del encuentro entre la cultura cayapa con los cimarrones durante el Reino Zambo de Esmeraldas.   
Narra mitos cosmogónicos como el de los matutatas (ancestros) que llegan al mar en el origen de los tiempos (in illo tempore). También cuenta los mitos sobre inundaciones de los ríos y diluvios causados por serpientes como la Pini. Destaca además importantes ritos astronómicos en las montañas como el de Jatequillá y ritos sociales que relacionan la comunidad con los árboles como el Achiote y Wituk. Por último narra los mitos relacionados con la diosa Umiña, deidad la salud y el mar, responsables de desastres naturales y el fin del mundo.  
Se incluye además las reconstrucción mítica de las culturas de la costa como la Jama Coaque y Tolita, destacando su cercanía con la mitología mesoamericana y también la mitología de los pueblos afroecuatorianos que surge del sincretismo de sus creencias ancestrales bantú con la cosmovisión de los indígenas Cayapa y Tsáchila. Por último se recoge una lista de leyendas, que no son consideradas míticas sino solo parte del folclore de Ecuador, pero que tienen popularidad en dicho país.

## Mitología durante el desarrollo regional
Esta mitología se desarrolló durante los periodos 300 a. C. - 800 d. C. Se caracteriza por haberse reconstruido a partir de análisis semióticos de la cerámica de las culturas que habitaron en este periodo. En específico las culturas de la costa tenían una cerámica muy adornada y cargada de símbolos en especial Jama Coaque y la Tolita. A partir de esto, más los conocimientos arqueológicos se han logrado reconstruir las deidades, criaturas fantásticas y principales ritos. 

### Deidades
Sobre la cultura Jama Coaque encontramos las siguientes deidades:

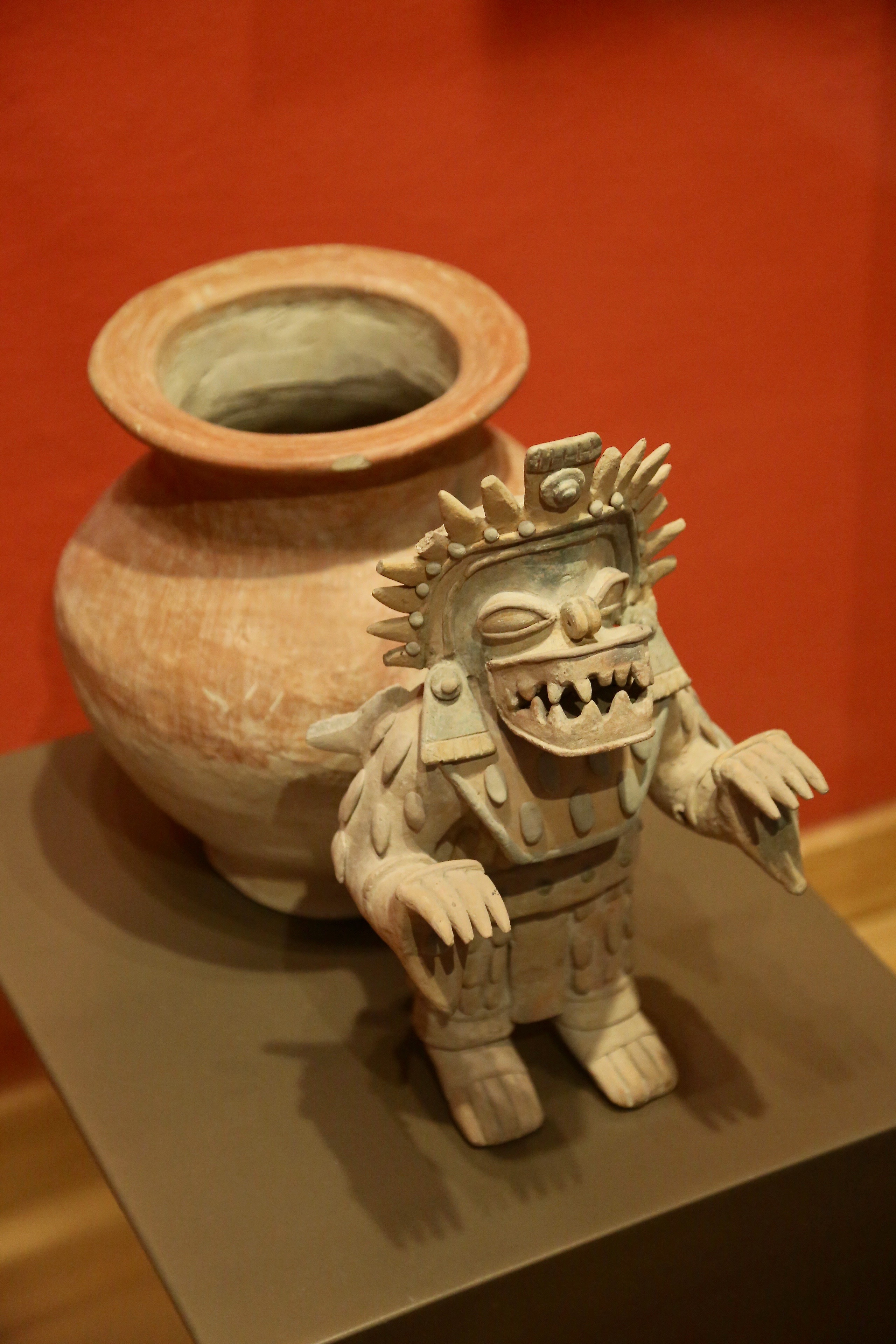
Jama o reptil femenino, muchas veces interpretado como una iguana, con una vasija ceremonial atrás

- Jama o la iguana: principal divinidad que habitaba la tierra en esta cultura se encontraba en la tierra, o el mundo intermedio entre el cielo y el inframundo.
- Murciélago: Esta deidad habitaba el cielo nocturno y el agua del inframundo. Se caracteriza por tener ojos gigantes y redondos, carece de nariz, su boca tiene colmillos y una lengua colgante. Se cree que esta divinidad era compartida por Mesoamérica y en la cultura Zapoteca y cultura Mixteca correspondería al dios Cocijo, relacionado con la lluvia. En lenguas barbacoanas se lo llamaba shupa y era común relacionarlo con palabras como "su'panu", "aa'shupa", "chii shupa".
- Dios de la muerte: Se caracteriza por habitar el inframundo y es por lo general representado con una cabeza con una figura mítica que parece una calavera con ojos redondos y hundidos, ausencia de nariz y labios mostrando dientes. Aunque no se conoce mucho a profundidad las caratcterísticas de esta deidad, en relación con el resto de deidades Jama Coaque, se cree que podría estar relacionado con el dios Mictlatecutli, dios de la muerte de los Aztecas.

### Seres míticos
A esto se suman los siguientes seres míticos:

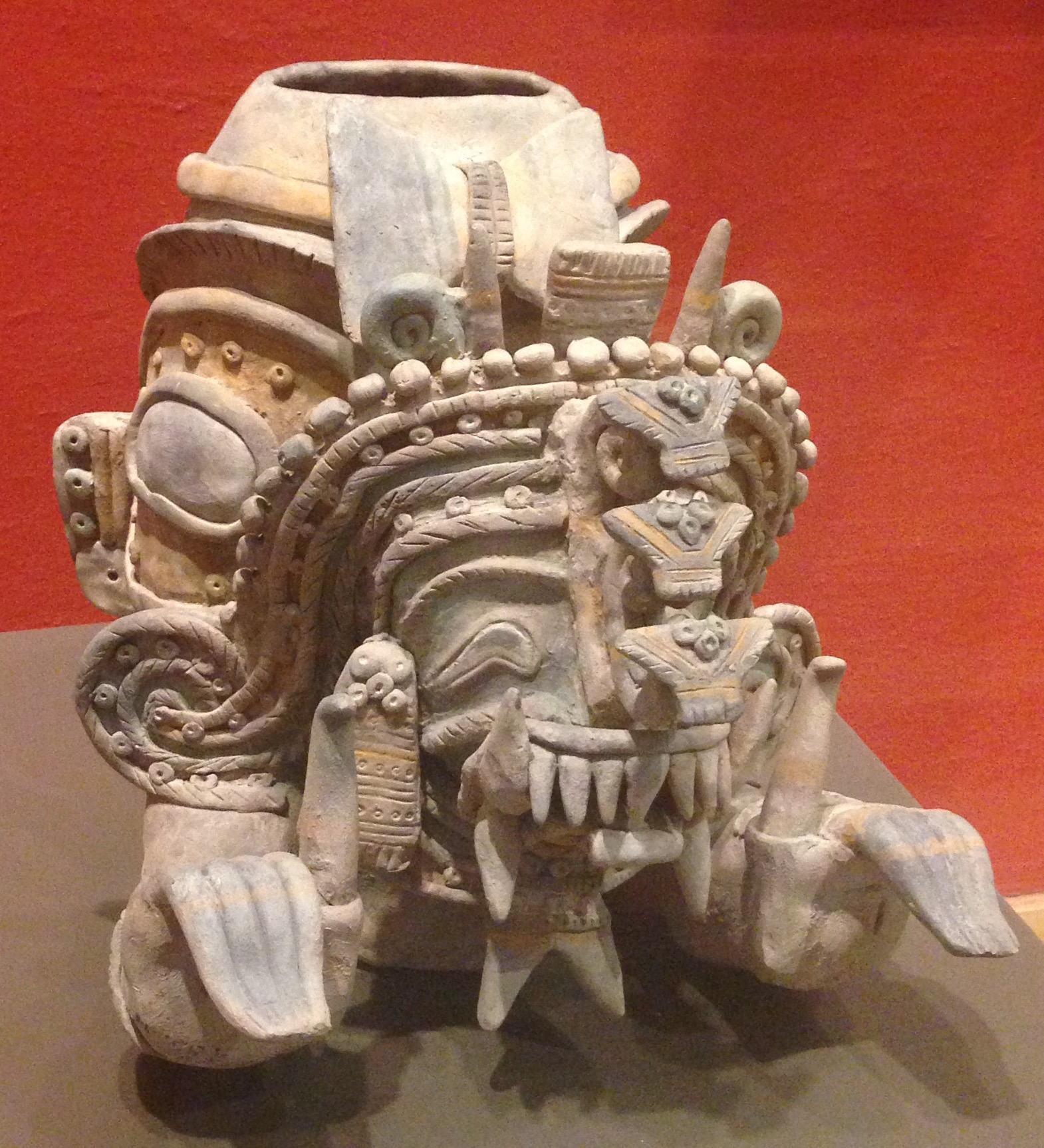
Dragón de la lluvia, relacionado con Coatlicue

- Dragón de la lluvia: Tiene como base biológica el reptil y felino, su boca está entreabierta y se remarcan comillos. Su lengua es bífida como un reptil, su nariz está dividida en la mitad y rizada, por lo que hace una vuelta hacia atrás. A diferencia del murciélago, deidad de la lluvia identificada con Cocijo, el dragón se relaciona más bien con Coatlicue
- Monstruo cornado: Es un animal que usa poncho, tiene hocico cuadrangular, ojos antropomorfos, una nariz puntiaguda, boca con colmillos y lengua colgante. Se cree que es un ser mensajero que acompaña del dios murciélago. Generalmente no tiene brazos pero si unas pequeñas patas que se muestran en los extremos del poncho.[1]
- Ave arpía: Este ser mítico combina una cabeza de mujer con el cuerpo y alas de un ave. Es un personaje que se encuentra siempre alado ya sea con sus alas extendidas o recogidas.[1]
- Ave del amanecer: Esta deidad conocida frecuentemente en Mesoamérica como Coxcoxtli, es representada frecuentemente en sellos de México. Su cabeza es frecuentemente representada también en la cultura Tolita. Se caracteriza por la presencia de cresta de plumas sobre la cabeza, un pico grueso y con forma corta y curvada.[1]
- Cabeza de mono: ser mítico que representa el viento y es común encontrarlas en culturas que están volcadas al mar y la navegación. Debido a que en las costas de Ecuador los vientos alisios soplan sin muchas variaciones y de vez en cuando el Fenómeno de El Niño golpea la costa trayendo consigo mucha lluvia, es probable que haya incentivado el surgimiento de estas deidades.
- Zarigüeya: conocido como monstruo lunar o zarigüeya, tiene cuatro patas, apéndice saliente, hocico cuadrado, largas garras. Se encuentra en la Cultura Tolita, en restos funerarios. En la Cultura Jama Coaque tiene al coatí como su alter ego.

Esta mitología se caracteriza por la influencia importante de la mitología mesoamericana, a partir de la cual se pueden trazar los siguientes paralelismos:
- Deidad Jama con Itzamná: iguana mitológica origen de la estirpe de la cultura.
- Deidad murciélago con Tláloc o Cocijo: dios de la lluvia era considerado el dios del rayo y de la fertilidad.
- Dios de la muerte con Mictlatecutli: habita el inframundo y era invocado por el shaman-sacerdote durante los sacrificios.
- Dragón de la lluvia con Coatlicue: divinidad relacionada con la lluvia y el mar.

## Mitología en los señoríos étnicos

### Mitos principales

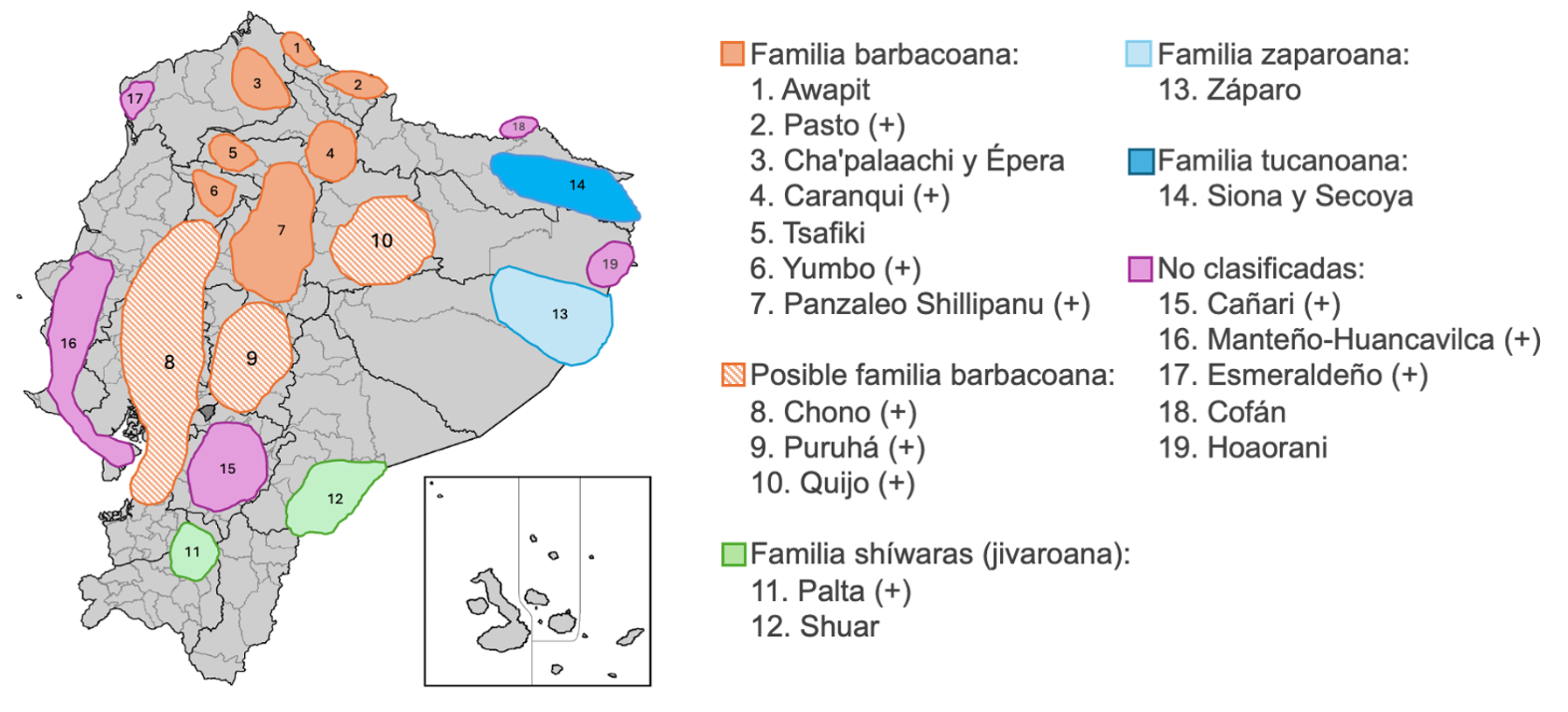
Mapa de las lenguas originarias de Ecuador que incluye lenguas muertas y vivas, clasificadas y no clasificadas.

Esta mitología se desarrolló desde el final del periodo de Desarrollo Regional hasta la conquista española, es decir desde el 800 d. C. hasta el 1530 d. C. conocido como Periodo de Integración o de los Señoríos Étnicos. Corresponde a un periodo posterior en donde las deidades cobran más relación con el territorio (es decir se vuelven más locales) y expresan las distintas relaciones que existían entre los señoríos. Además de esto, la mitología de este periodo se ha reconstruido no solamente a partir de la arqueología y los análisis semióticos de las cerámicas sino con trabajo filológico especialmente orientado a la familia lingüística barbacoana. Esto se debe a que las lenguas awapit, tsafiki, cha'palaachi, caranqui (†), pasto (†), chonos (†), puruhá (†), panzaleo o shillipanu (†) se consideran dentro de esta familia y cubren tanto regiones de la costa, los andes y una parte de la amazonía.Si bien muchas de estas lenguas se encuentran muertas, su presencia toponímica es importante y el levantamiento etnográfico de los mitos a partir de las lenguas que todavía se hablan en la actualidad ha permitido interpretar el significado de las palabras en las lenguas muertas. El trabajo arqueológico, las interpretaciones semióticas, el estudio filológico, los levantamientos etnográficos con las comunidades indígenas y las crónicas tempranas han sido los fundamentos sobre los cuales se han reconstruido estos mitos que son de mucha importancia para Ecuador. Entre los principales encontramos a cinco que son compartidos por varios señoríos étnicos y han tenido difusión en varias regiones de dicho país:
- Matutatas: en lenguas barbacoanas significa ancestros y abarca los mitos cosmogónicos que ubican en el mar el origen de los primeros pobladores. Se cree que el nombre de los primeros pobladores era A Arucu y A Achimbu, que emergerían de las profundidades del mar durante un eclipse y llegarían a las costas guiados por un tigre (quela en lenguas barbacoanas). Este mito cosmogónico es la base del resto de mitos y es reproducido frecuentemente a través del principal rito de iniciación del catequillado.[4]
- Pini: mito de un pez serpiente que desarrolla la relación simbólica entre el agua, expresado con el vocablo pi y el fuego expresado con el vocablo ni. Fue difundido por la cultura cayapa o chachi, aunque también se encuentra en la cultura Puruhá y en la cerámica de las cocinas de brujo de la cultura chono.[8] Esta criatura fantástica se encontraba en el rito del catequillado y era el último animal al que debía enfrentar mientras se bañaba en una poza de catequil. Pini es además la causante del diluvio que en lenguas barbacoanas se conocen como pillumaanu shutimbu. La palabra pilu hace referencia a una poza de agua, maanu expresa la inundación y shutimbu significa repentino.[9]
- Jatiquillá: es un rito de iniciación que tiene como objetivo conectarse con los ancestros o matutatas. La persona que lo realizaba se lo conocía como catequillado y se lo hacía en pozas de agua sagradas que se encontraban tanto en la costa, como en los andes y el piedemonte de la cordillera oriental andina, donde empieza la amazonía. Existen siete lugares con el nombre de catequilla, dos de ellos se encuentran en la línea ecuatorial. Con la conquista incaica este rito se sincretizó con el culto a Catequil, dios preincaico del trueno que tenía su huaca en Cajamarca. Sin embargo por la evidencia arqueológica preincaica en los catequillas y el levantamiento etnográfico de los mitos en lenguas barbacoanas, permite afirmar un origen preincaico y una raíz lingüística barbacoana, no quechua.[10]
- Achiote y huito: es un mito que se encuentra presente en la amazonía de Ecuador, especialmente en las culturas Quijos y Shuar. Sin embargo el uso de ambos árboles para teñir el cuerpo y el cabello era generalizado en la costa también. Para los tsáchilas, los chachis y los chonos, el uso del achiote era muy común. Los manteños lo usaban en sus sellos también. A esto se suma el achiote andino que era usado como tinte frecuentemente. Por esta razón el achiote y el huito simbolizan tres cosas: la dualidad y dialéctica entre lo masculino y femenino en la sociedad; la relación del hombre y mujer con los árboles o ancestros, en este caso el hombre con el achiote y la mujer con el huito; y por último las primeras expresiones simbólicas con contenido numérico y caracteres lingüísticos como una proto escritura.[5]
- Umiña: principal dios de los Manteños, que estaba representada en una esmeralda gigante. Aunque no se ha podido establecer relación lingüística entre el idioma manteño y la familia de lenguas barbacoanas, se cree que su nombre puede tener relación con la palabra "ulmina" quien era el supremo sacerdote de la cultura caranqui y yumbo. La devoción por Umiña fue importante y es uno de los dioses con más referencias históricas, arqueológicas y culturales de Ecuador. Se le representaba como una gema sentada en una silla en U. Reflejaba la unión del poder mítico con el de la salud. Su culto era muy difundido y llegaban desde muchos lugares a visitarla por su fama y poder para curar. Su altar se encontraba en el Cerro Montecristi donde fue reemplazado por una iglesia con una imagen de la Virgen de Montserrate de Montecristi. En la actualidad una provincia de Ecuador se llama esmeraldas y en muchas referencias mitológicas y literarias, la esmeralda es el símbolo de poder de señoríos étnicos de los andes, lo que da testimonio de que la fama de esta deidad trascendió su región y difundiéndose por el Ecuador en general. Es por último la deidad que se relaciona con el cataclismo puesto que se creía que de perderse la esmeralda, los astros caerían del cielo y se inundaría la tierra.[11]

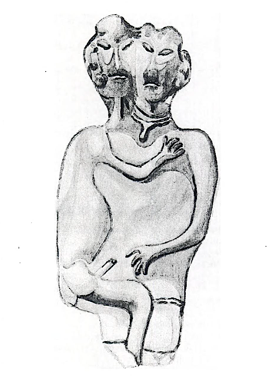
Matutatas o ancestros masculino y femenino: A Arucu y A Achimbu
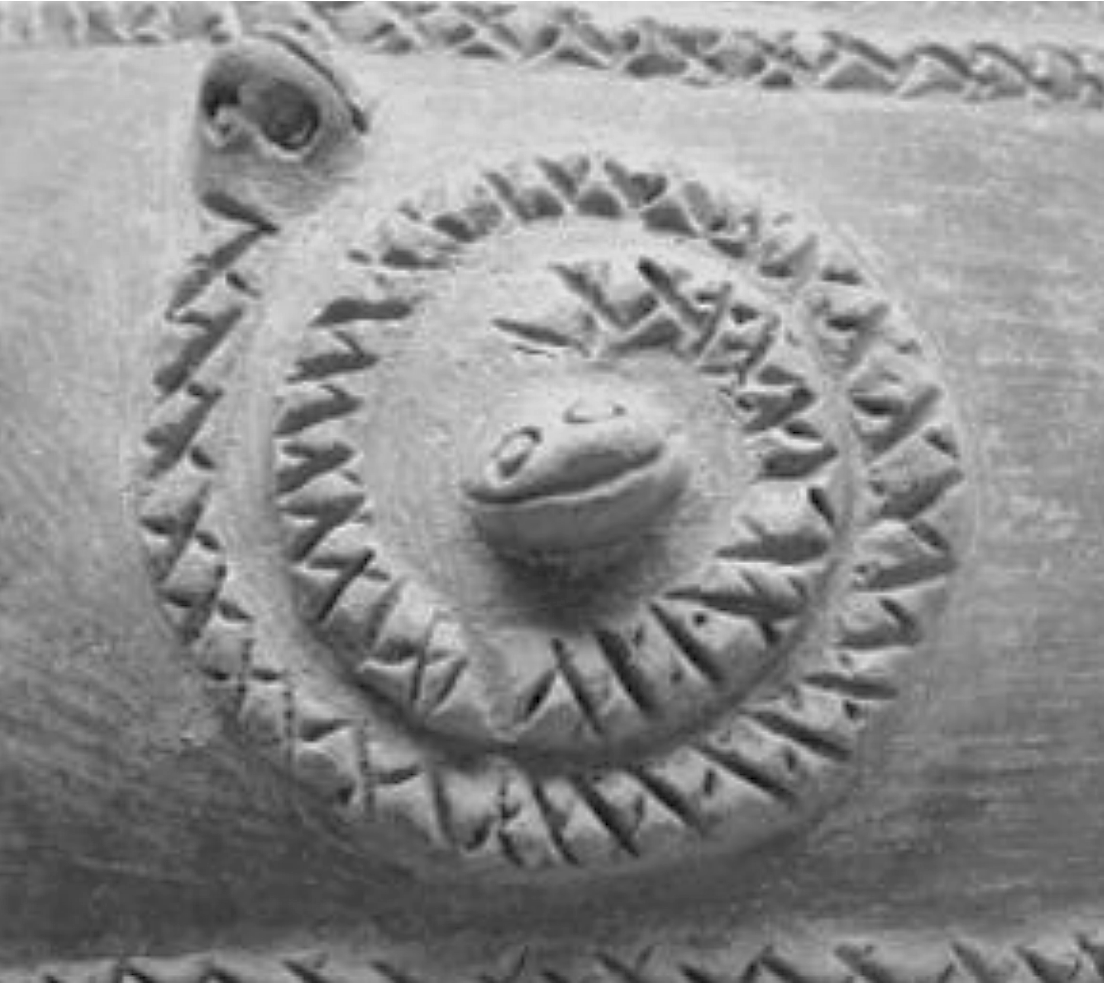
Pini, pez serpiente en una cocina de brujo de la cultura Milagro Quevedo
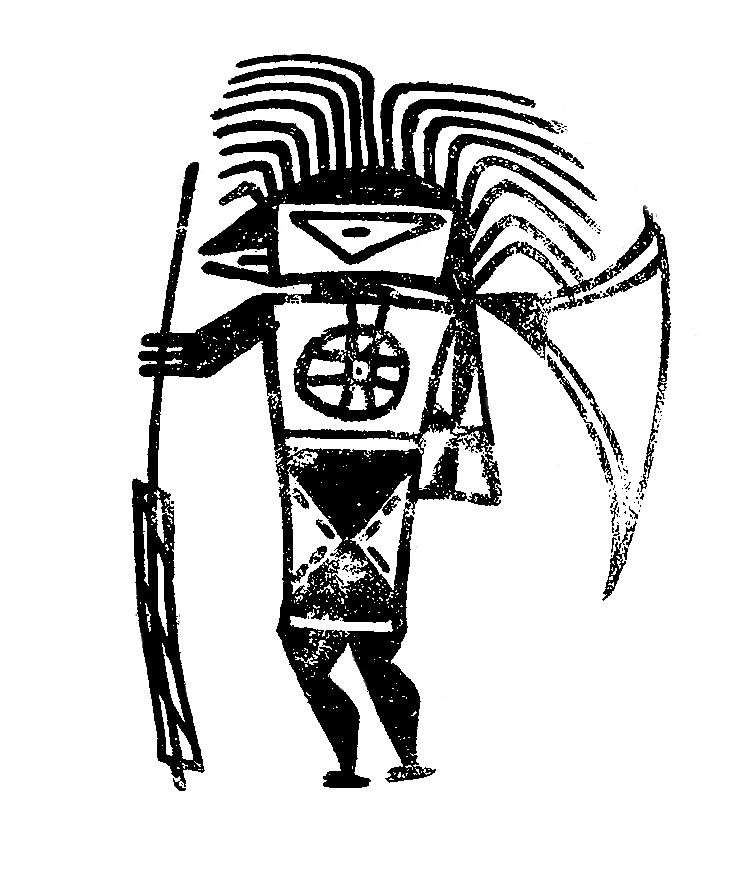
Representación de Catequil en la cerámica de la cultura Pasto
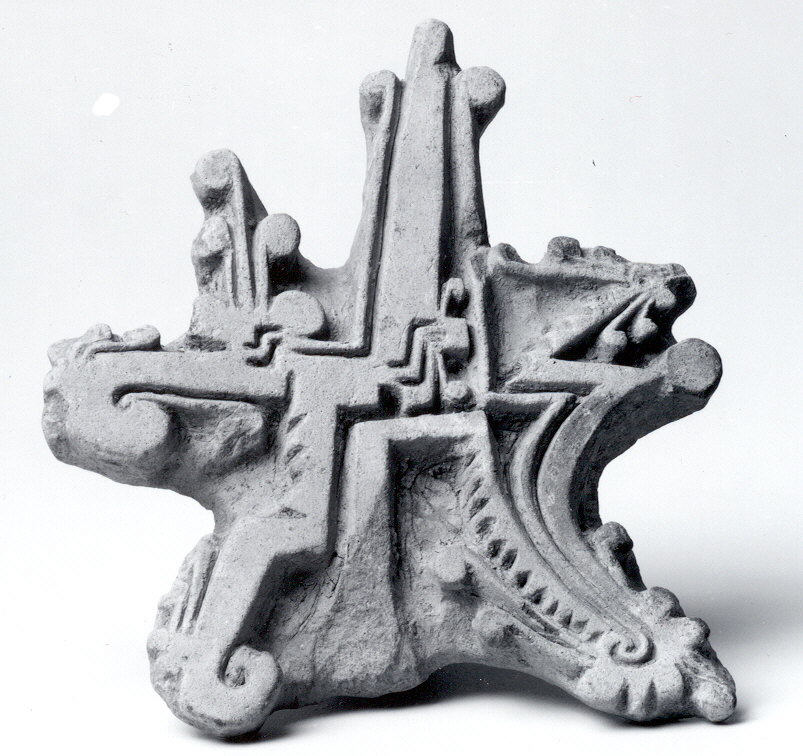
Sello manteño usado con achiote para adornar el cuerpo
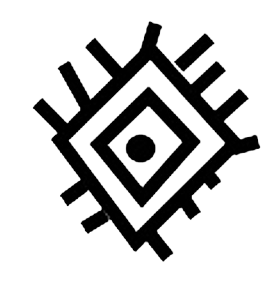
Representación simbólica de la diosa Umiña, cerámica de la cultura Manteño

### Principios filosóficos
El levantar la información de estos mitos a través de análisis filológicos y trabajo etnográfico permite una mayor riqueza en la interpretación de los mitos que el análisis semiótico de la cerámica de las culturas del periodo de Desarrollo Regional puede lograr. Por esta razón los mitos de este periodo son mucho más difundidos, estudiados y referidos, en general. El análisis lingüístico de estos mitos permite extraer una cosmovisión expresada en principios, logrando el paso del mito a la filosofía. Esto se construye a partir de cuatro monosílabos usualmente encontrados en el chaapalachi, tsafiki, awapit, así como en los toponimios en lenguas muertas como el caranqui, panzaleo, chono y quijo. Estos son Pi (agua) y Ni (fuego) que conforman la dualidad ontológica básica y se suman Mi (sabiduría) y Chi (árbol) que son el conocimiento aplicado, representado por la sabiduría y la familia respectivamente. Esta reconstrucción lingüística de una cosmsovisión no entra oficialmente dentro de la filosofía de Ecuador por la ausencia de un sistema filosófico que le de coherencia. Más bien su estructura se construyó ad hoc a partir de las etnografías levantadas. Sin embargo es importante nombrarlos por su valor antropológico y porque ayuda a interpretar transversalmente varios mitos, obteniendo cosas en común entre ellos.

#### Principios ontológicos
- Pi: significa agua sacralizada y es el principio fundamental de los demás mitos, el agua era considerada sagrada y simbolizaba la vida, lo inmanente y el origen, puesto que tanto los señoríos étnicos de la costa como de los andes (salvo los Paltas) afirmaban su origen en el océano. En lenguas barbacoanas, el agua era expresada con la palabra Pi que significaba agua sacralizada o sagrada y se encuentra en palabras importantes como sapi que significa caucho del árbol, pilu, que es la poza de catequil o manantial donde se llevaba a cabo el rito a catequil, pinllo o árbol lechero, pishu o maíz, pillallau quien es un grifo mitad cóndor mitad puma venerado en los andes. Además a catequil se lo anteponia en algunas ocasiones el sufijo Pi, crando el sintagma Pi-Catequil, para relacionarlo con el agua de vida, Pilu, o manantial desde donde brota la vida.[12]
- Ni: Es un concepto que complementa a Pi como agua sagrada. Simbolizaba la muerte lo trascendente pero que como una semilla no moría sino brotaba vida. Muchas veces era simbolizado con la ceniza, que no se extinguía sino que solamente se apagaba. El fuego fue obtenido primordialmente frotando semillas, según la tradición. Los Quitus, eran conocidos por hacer constantes esfuerzos por mantener vivo una fogata, que consideraban sagrado. En lenguas barbacoanas era expresado como Ni y se encuentra en importantes palabras como Pini que es un pez serpiente de alta importancia mítica al contener en sí mismo ambos principios filosóficos, de ahí su interpretación con el triple concepto fuego-semilla-raza. Esta además presente en la palabra Ni'ipe que significa la noche del fuego, el momento cuando se lleva a cabo el rito de catequil.[12]

#### Principios éticos
- Mi: es el paso de los principios ontologicos Pi y Ni a la ética "Mi". Se encuentra en importantes palabras como "mirucu" o shaman que guía en rituales y ceremonias. También el guishiyumi o mono que refleja sabiduría o reflexión. Además forma parte de Mija-carepanu que significa maestro de la palabra sabia. Supuestamente una persona durante el rito de catequil, después de que una pajdumbela, o lagartija lama su cuerpo se ocnvertiria en un maestro o sabio. Este importante concepto se encuentra igualmente en Mincha rucu, también conocido como pone o curandero y esta presente en el mito de Salun en el personaje que se convirtió en un perezoso. A todo esto se suma "mishmundero" que era el adorno común que se usaba para representar la sabiduría.[12]
- Chi: simboliza el árbol ancestral. Es el árbol de los matutatas o ancestros que cobija a la gran familia o bulunguaya. Sus raíces atan al ser humano al suelo y al mismo tiempo sus ramas lo elevan a la línea del cosmos. Cobija los hechos culturales. Se encuentra en palabras importantes como el Uchi, que significa zapallo, gran planta ceremonial cuyo fruto, semilla y vena eran considerados sagrados. Material para hacer tasquis o recipientes ceremoniales. Símbolo femenino. Además se encuentra en la palabra chisapi, que significa hombre hacedor de vida. Sachi y sapi son partes importantes del mito de Salun, el primero significa árbol de caucho, el segundo el la savia o líquido del caucho que brota del árbol. Se incluye el prefijo chi al inicio para relacionarlo con el símbolo ancestral del árbol.[12]

### Otros mitos o deidades
A estos mitos que se repiten de manera general en varios regiones y distintas culturas, se suman otros mitos importantes de los señoríos étnicos que se circunscriben a culturas específicas y que además algunos de ellos no están expresados en lenguas barbacoanas necesariamente.
- Arútam: es la principal deidad de los Shuar y Achuar, conocido como dios de dioses. A partir de él surgen Etsa, Tsunki, Nunkui y Shakaim que se expresan a través de la naturaleza y estructuran la dialéctica entre lo masculino y femenino.[13][5]
- Kan y Ar: son los dos mitos cosmogónicos de los Cañaris, el de la serpiente o Kan y la guacamaya o Ar. Expresan el origen de esta cultura a través de dos historias, una en la que la estirpe cañari surge de una serpiente que pone dos huevos y la otra historia narra un diluvio universal y a dos guacamayas salvando a los cañaris. Es representado con una serpiente emplumada.[14]
- María Meseía: misteriosa imagen de la Isla de la Plata, los conquistadores creyeron que era la virgen de la Merced, fue llevada a la ciudad de Quito. Las ofrendas en esta isla se prohibieron.[15]

- Pillallau: es el mito de un grifo, mitad cóndor mitad tigre o luquela, que se creía habitaba en la cumbre del Chimborazo o en los farallones que se encontraban en esta provincia. Podía controlar el clima, según se cree y era temido porque tomaba niños y por eso se le dedicaba oraciones o ruegos para que tenga piedad.[4]
- Sacachún: fue la deidad más importante relacionada con la fertilidad a quien le dedicaron un monolito de San Biritute, así como cuatro otros monolitos más.[6] En estos rituales era común la homosexualidad por la que se hicieron conocer los Huancavilcas entre los cronistas. Era además representada por la cerámica de la cultura Valdivia, en sus famosas Venus.
- Salun: es un mito tsáchila relacionado al árbol que en tsafiqui se llama chi. Explica la sacralidad del árbol de caucho llamado sachi (de ahí el nombre sachila), y la lágrima de su interior o caucho, llamado sapi. Pi en lengua barbacoana significa agua sacralizada. Existen varias versiones de este mito, una cuenta como surgió el sol, otro, un desastre ambiental en el río. En la cultura afroecuatoriana es expresado como el mito de la Tunda.[4]
- Tumbal: deidad principal de los Punáes. Esta tribu que vivía en constante conflicto con los Chonos al norte o los Tumbez al sur desarrollaron una deidad para ayudarlos en la guerra a quien sacrificaban los prisioneros de batallas. En su honor se construyó un monolito gigante donde se llevaban a cabo los sacrificios.[6]

## Mitología afroecuatoriana

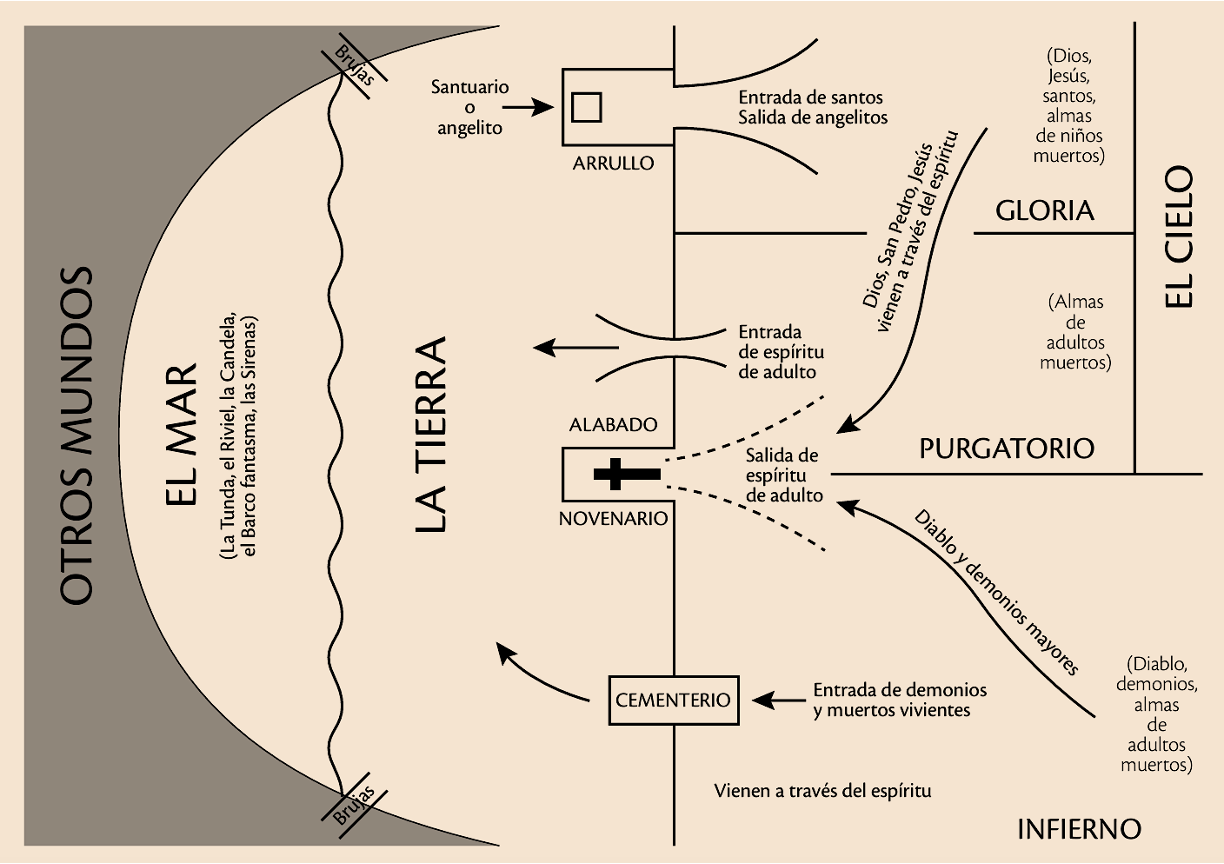
Cosmogonía sincrética de los afroecuatorianos

Dentro de la cosmovisión afroecuatoriana, además de la estructura definida del mundo y los rituales alrededor de la marimba existen una lista de mitos importantes que surgieron del sincretismo entre las creencias africanas, provenientes de las tribus bantús del oeste de África y el centro de África con la cultura Chachi o Cayapa. Esto hace que la mitología afroecuatoriana también tenga una influenca del Idioma cha'palaachi, perteneciente a la familia de lenguas barbacoanas. Se divide en ánimas, visiones, personajes, brujas y demonios.

### Seres fijos en un lugar

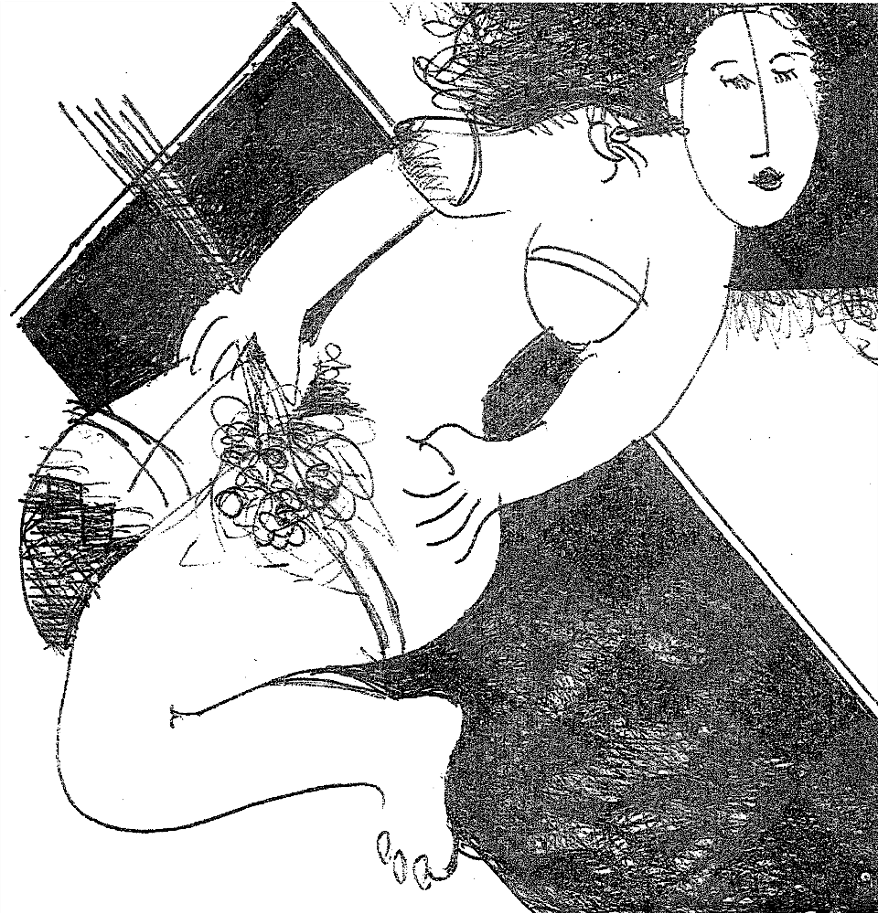
La Tunda, mito de Ecuador

Seres que se encuentran fijos en un lugar:
- Ánimas: son los espíritus de las personas muertas que se creen aún están en pena por lo que entran en contacto con las personas. Después de muchos rezos van al purgatorio. También pueden ser invocados.

- Visiones: se cree son de origen humano y son malignos. Su origen se encuentra en abortos de niños que nacen de todas maneras y después no los bautizaron ni fueron incorporados a la comunidad. También surgen de matrimonios incestuosos. Se cree que las visiones nacen a la vida pero en una "dimensión negativa" pero están fijos en un solo sector. Entre los principales se encuentran:
  - La Tunda: es una hermosa mujer afro con rasgos indígenas, tiene un pie humano y otro de cabra y es multifacética, por lo cual adopta diversas formas. Deambula por los ríos y recodos, donde la Tunda pesca el camarón para cocinarlo en sus nalgas y darles de comer a sus víctimas y neutralizarlas.
  - El Bambero: es un personaje delgado y de baja estatura que habita en las zonas de manglares y se moviliza sobre una tatabra. Su creencia se extiende a lo largo de todo el litoral ecuatoriano y en los andes es interpretado como el chuzalongo.
  - El Riviel: es el espíritu de un muerto que viaja en una canoa, para asustar a los pescadores. Suele viajar a bordo de una canoa bongo con forma de ataúd, portando una cruz que le sirve de remo y una lámpara que se fija en la proa de la embarcación
  - El Duende: es un hombre pequeño que supuestamente sale a cabalgar en las noches de luna. Vive un enorme sombrero y una guitarra en la mano.

### Seres que se trasladan

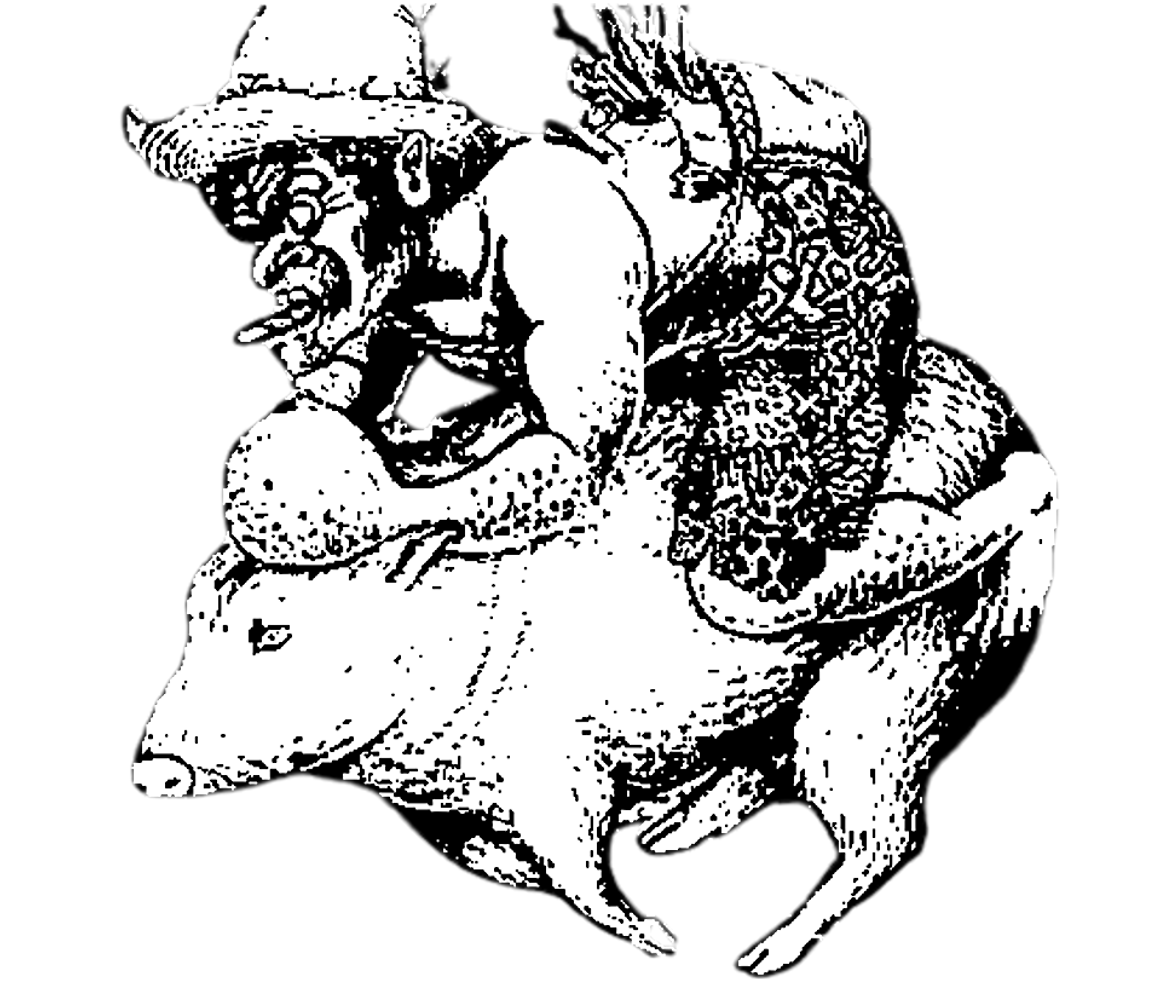
Bambero cabalgando un tatabro

Seres que pueden moverse libremente:
- Personajes: a diferencia de las visiones pueden moverse y trasladarse por toda la costa. Comúnmente interactuaban con los seres humanos y eran muy temidos.
- Brujas: se relacionan con el aire y siempre existe el peligro inminente de que puedan tomar algún niño. La bruja no forma parte de la comunidad y actúa en contra de ella al robar a un niño. Tiene el poder de volar.
- Demonios: en la cultura afro, en su cosmovisión que sincretiza sus creencias originarias con las de la cultura cayapa. Existen dos presentaciones del demonio:
  - Patacore simbolizaba el diablo, que danzaba mientras se tocaba la marimba en los rituales.[17]
  - Juyungo: significa mono pero con una connotación negativa por lo que se le relacionaba con el demonio. Fue el nombre que la cultura Cayapa le dio a los afroecuatorianos durante sus enfrentamientos y sus guerras sangrientas.

## Lugares sagrados
- Isla de la Plata: lugar donde se encontraba María Meseía, que después sería llevada a Quito como la Virgen de la Merced.[18]
- Cerro Montecristi: aquí se encontraba el templo a Umiña y se le rendía culto. Fue reemplazado por el culto a la Virgen de Montserrate.[19]
- Cerro Puñay: Lugar donde se llevaría a cabo el mito de la Guacamaya, según la mitología cañari.[20]
- Laguna de Culebrillas: De estas lagunas saldría la serpiente que pondría los huevos de los primeros pobladores cañaris.[21]
- Pozas de Choconchá: ocho pozas de agua en Jipijapa donde se realizarían rituales de iniciación del catequillado y baños de purificación.[22]
- Isla Puná: lugar donde habitaba el dios Tumbal, deidad de la guerra a la que ofrecían sacrificios a partir de los prisioneros de guerra.[23]
- Catequilla de Chimbo: en esta loma y el cerro zumbi, existía un templo a catequil. Era común realizar muchos sacrificios humanos que después serían reemplazados por sacrificios de gallo.[24]
- Catequilla de Chambo: de este lugar nacería un manantial sagrado que después sería reemplazado por Nuestra Señora de la fuente de Catequilla.[24]
- Catequilla de Quero: En este lugar se construirían los tasquis o piguayos que se usarían en el rito de Catequil. Además aquí se encuentra un pozo de agua sagrado donde se realiza el rito.[24]
- Catequilla de Tisaleo: En la quebrada de tisaleo se llevarían a cabo ritos de iniciación en honor a Catequil. Además sería reemplazado por la Virgen de Santa Lucía.[24]
- Catequilla de Latacunga: Este cerro y manantial es considerado sagrado y se realizaba también ritos de iniciación. De lo que se conoce no existió un sincretismo religioso a partir de la evangelización en este lugar.[24]
- Catequilla de Guachalá: Uno de los dos catequillas emplazados en la línea ecuatorial. Servía tanto para los ritos de iniciación como para observaciones astronómicas. Se encuentra rodeado por los yacimientos de pambamarca y quitoloma.[24]
- Catequilla de San Antonio: El segundo catequilla que se encuentra sobre la línea ecuatorial. De igual manera servía para los ritos de iniciación, así como para las observaciones astronómicas. Se encuentra rodeado de trece discos líticos que presentan alineaciones con solsticios, equinoccios, entre otras fechas importantes del calendario ancestral.[24]
- Laguna de Pi Elen: lugar donde se creía vivía la serpiente mítica Pini, presente en la mitología puruhá, chachi y tsáchila. Así como en el rito de Catequil. Responsable de los diluvios universales y origen de la raza.[4]
- Farallones de Chimborazo: en concreto en los farallones del páramo de illapa y de purugya, liribamba y pungalá, se creía era el lugar de residencia del ser mitológico conocido como Pillallau.[4]
- Río Esmeraldas: conocido como Thunda, originariamente es el lugar donde vivía este ser mitológico llamado Tunda que es la deidad principal dentro de la mitología afroecuatoriana.[25]
- Humedales en la Cuenca del Guayas: lugar donde se realizaban baños de purificación y se han encontrado yacimientos arqueológicos de caciques y brujos de la cultura Milagro Quevedo.[26]
- Yaguachi: lugar donde se concentraba la población Milagro Quevedo. Significa árbol de la gran familia, era conocido por sus árboles sagrados de Chepipe. Durante la evangelización en uno de los árboles se aparecería San Jacinto, dando inicio al culto a este santo en Yaguachi.[26]
- Sacachún: lugar de residencia de la deidad San Biritute y centro de adoración en los cultos a la fertilidad de los huancavilcas.[27]
- Volcanes y nevados: El Chimborazo, Cotopaxi, Imbabura, Tungurahua, Cotacachi, Pichincha eran adorados como dioses. Al Chimborazo lo llamaban Mamashimbu que significa reina y ancestra, haciendo referencia a A Chimbu, la madre originaria. Lo propio sucedía con el Rucu Pinchincha y A Rucu, o el padre originario.

### Galería de algunos lugares en la actualidad

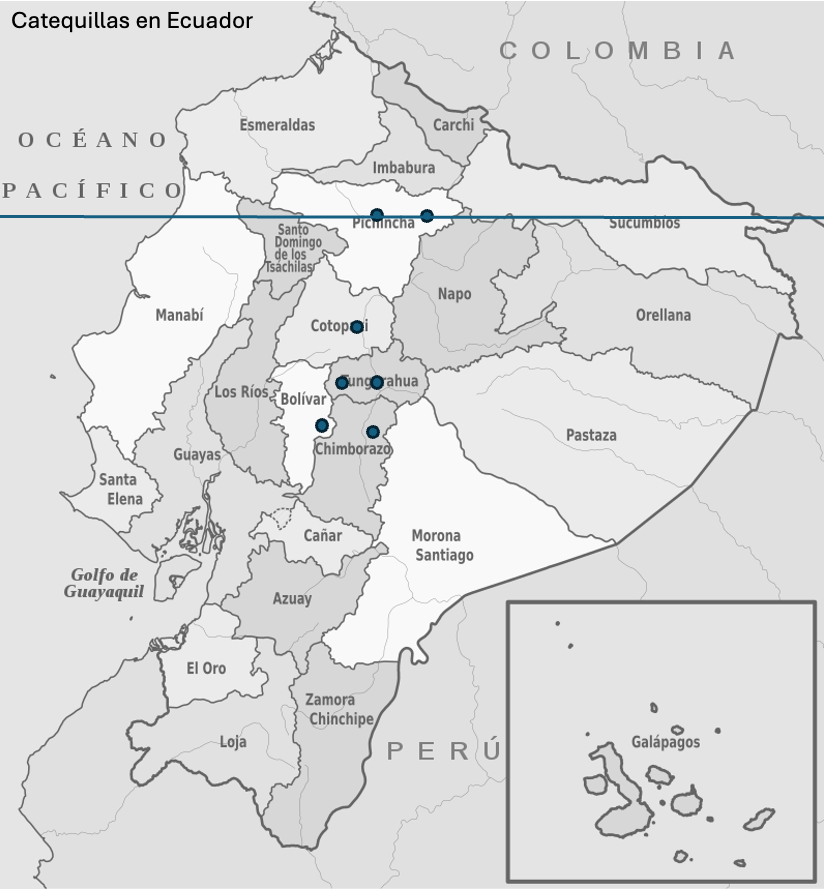
Los siete Catequillas de Ecuador
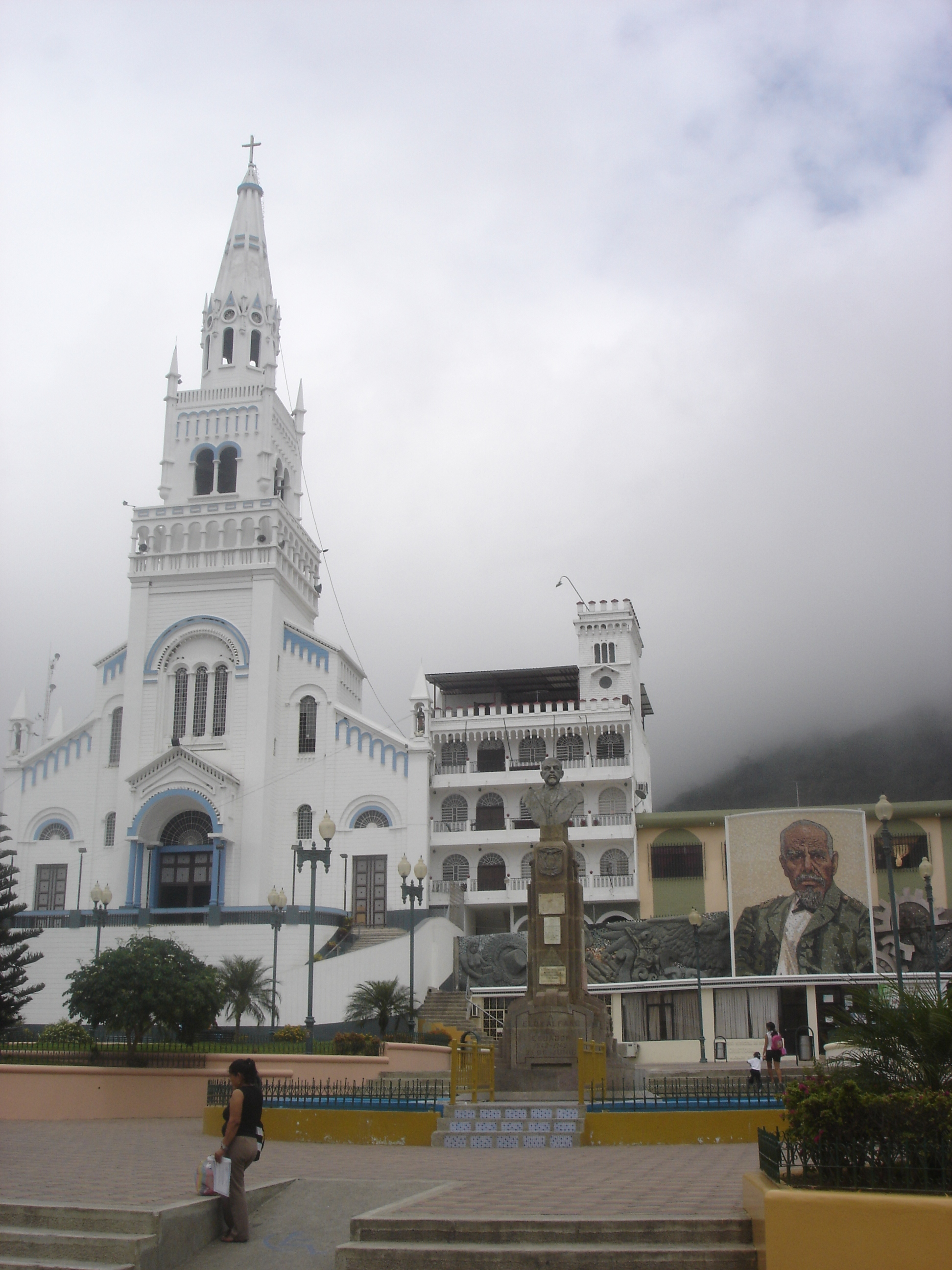
Santuario de la Virgen de Montserrate en Montecristi, antiguo tempo de Umiña
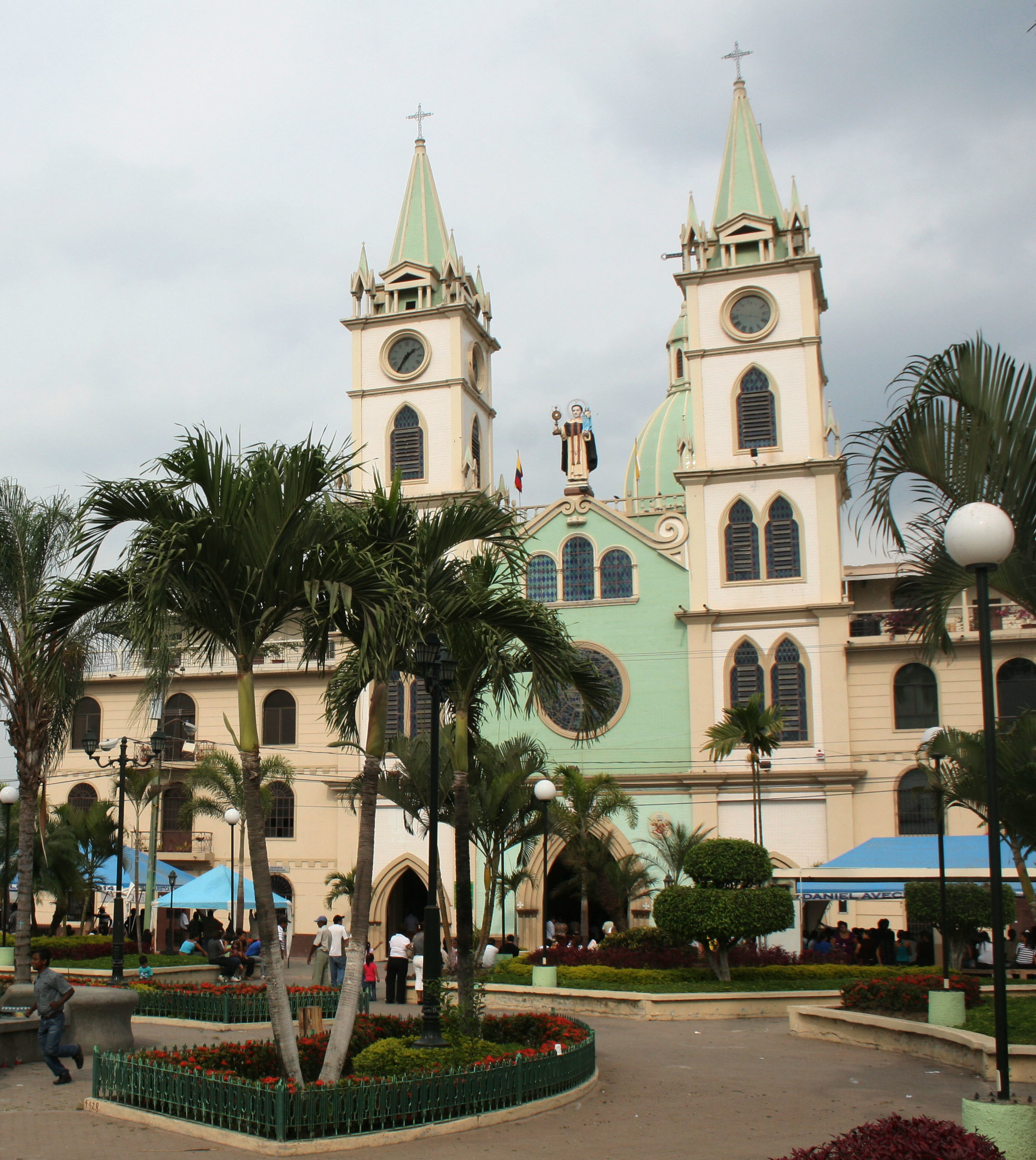
Catedral de San Jacinto de Yaguachi, lugar donde vivían los chonos y donde se aparecería el santo en un árbol sagrado de Chepipe
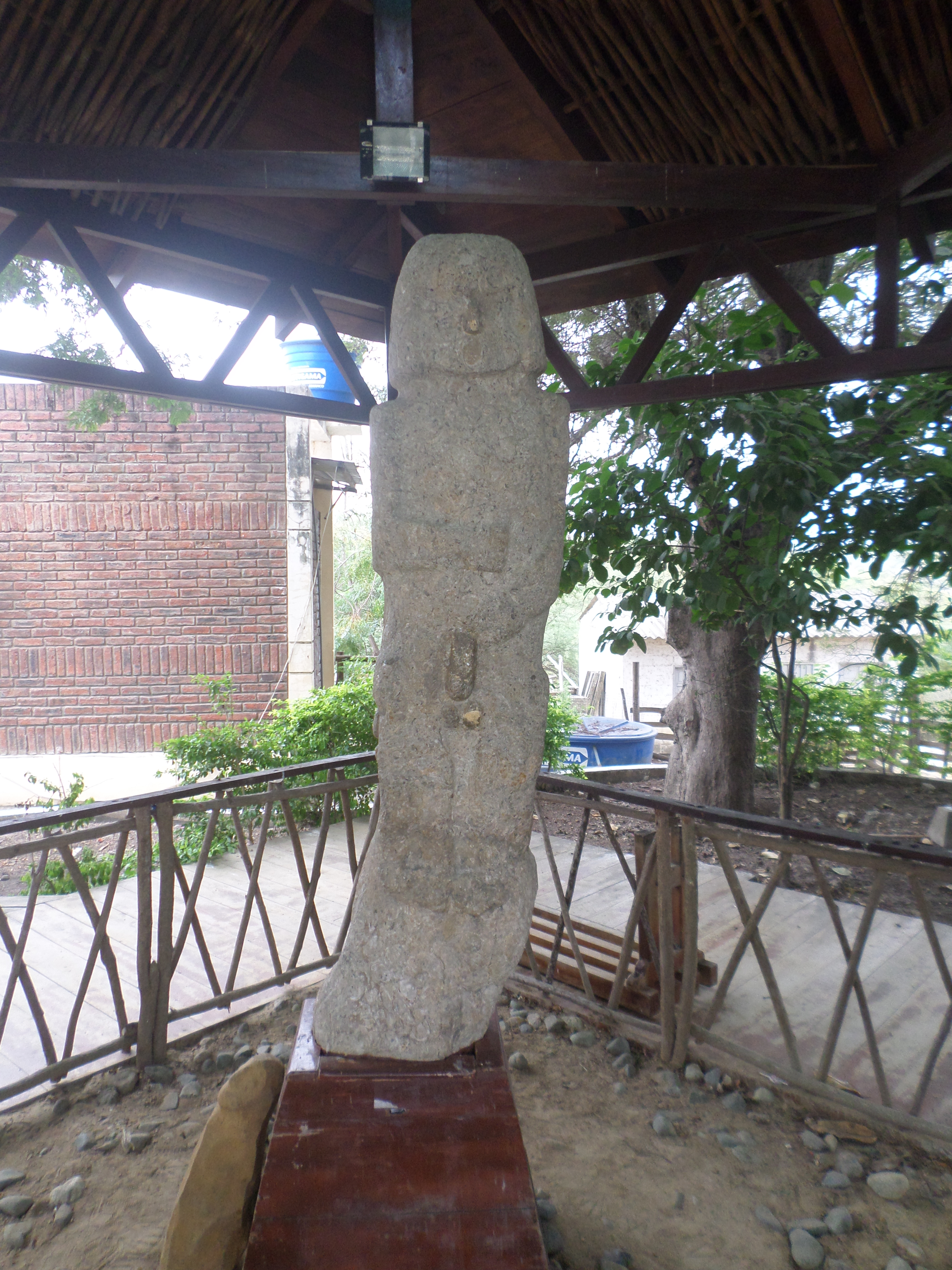
San Biritute en Sacachún. Antigua deidad Manteño-Huancavilca
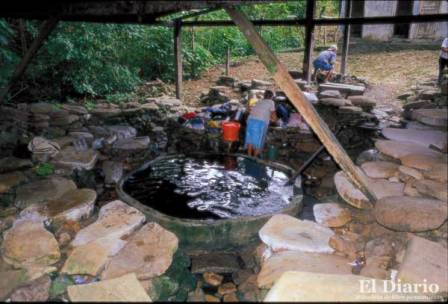
Foto antigua de las pozas de Choconchá, Jipijapa, cultura Manteña.
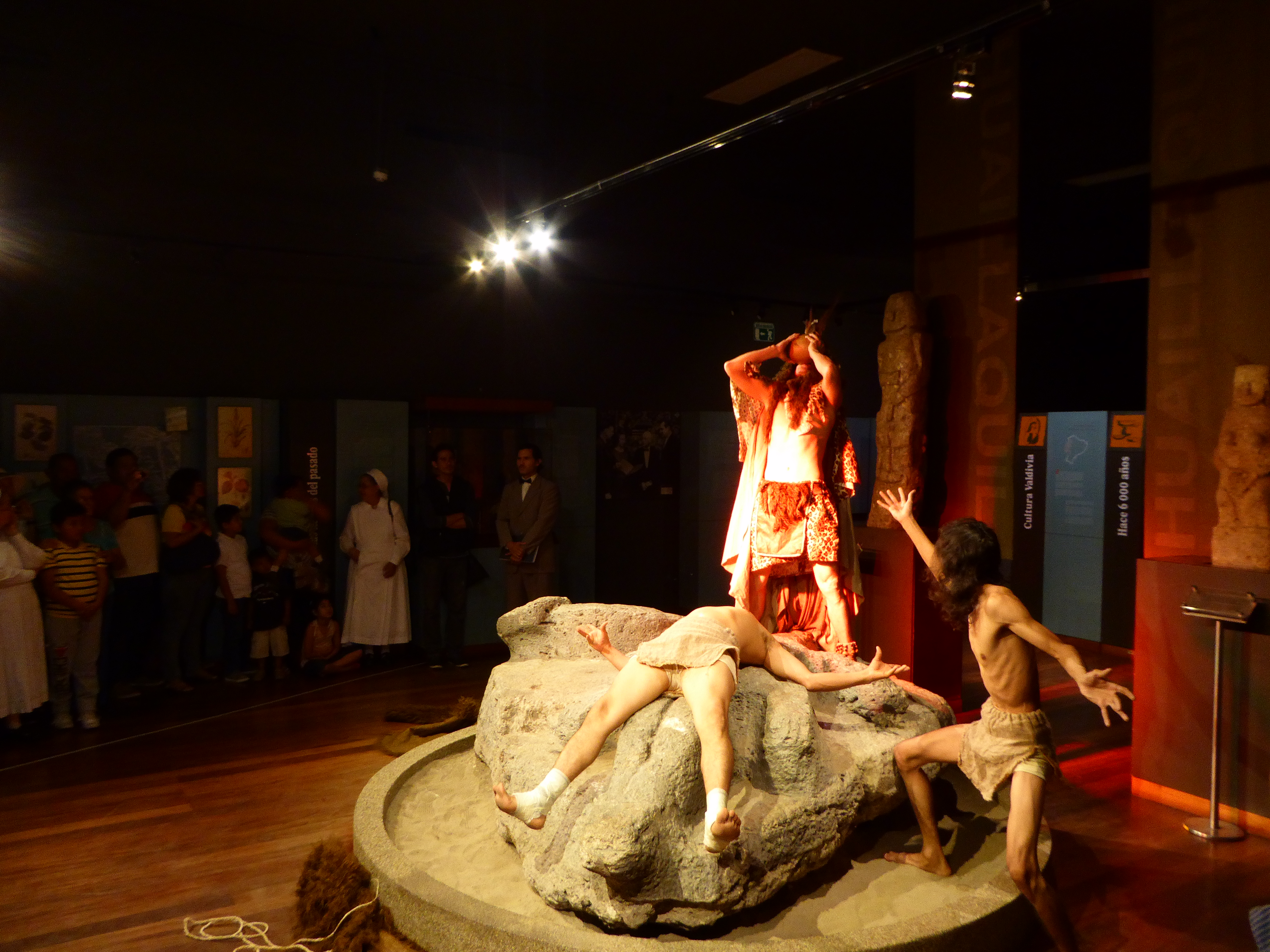
Representación en el MAAC de un sacrificio a Tumbal, como se hacía en la Isla Puna.

## Leyendas de Ecuador
Además de los mitos de Ecuador que cuentan el origen cosmogónico, el fin escatológico o una explicación etiológica de un fenómeno social, existen muchas leyendas que no cumplen este rol pero forman parte importante del folclor de Ecuador como es el caso de la leyenda de Cantuña, la Canoita fantasmática o la Dama tapada, por ejemplo. Estas se diferencian de las historias de los afroecuatorianos porque estas últimas tienen una cosmovisión estructurada del mundo, y no son simples leyendas con personajes o hechos sobrenaturales. Además eran parte de ritos que formaban parte de la religiosidad afroecuatoriana, con implicaciones litúrgicas que giraban alrededor de la marimba, lo que les da categoría de mitos que forman parte de una cosmovisión precristiana.
Otras leyendas fueron posicionadas como historias y después desmentidas científicamente, como el caso del Reino de Quito, como organización política monárquica preincaica, por lo que sus hechos quedarían en el ámbito legendario. A esto se suman historias que serían invenciones con fines evangelizadores como la historia de Quitumbe por el padre Anello de Oliva con la que los jesuitas buscarían difundir el evangelio y en el siglo XX autores ecuatorianos lo usarían con fines nacionalistas pero que igualmente serían desmentidos con las investigaciones arqueológicas, por afirmar genealogías heterodoxas de Manco Capac, algo que no es defendible científicamente. Por esta razón su historia quedaría en la categoría de leyenda. Lo mismo sucedería con la leyenda de Guayas y Quil que narra el supuesto origen de la ciudad de Guayaquil. Esto sería desmentido cuando se probó la existencia del cacique chono Guayaquile de la cultura Milagro Quevedo. Lo que significa que la cultura preincaica de esta ciudad no sería la Huancavilca, sino los Chonos.
A esto se suman leyendas que buscaban resaltar la importancia de hechos históricos como el Tesoro de los Llanganatis que narra un supuesto lugar donde se esconde el tesoro de Atahualpa, o el Cristo de la Agonía que describe las técnicas pictóricas de Miguel de Santiago, de manera increíble. La lista de leyendas es la siguiente:
- Caja ronca
- Chusalongo
- El atrio de Cantuña
- El Cristo de la Agonía

- El Padre Almeida
- Guayas y Quil
- La canoíta fantasmática
- La dama tapada
- La casa 1028
- Posorja
- Quitumbe
- Reino de Quito

- Tesoro de la Llanganatis
- Tin tin